# Пальмира (отель, Кременчуг)
Отель «Пальмира» — гостиница, существовавшая в городе Кременчуг (Полтавская область, Украина). В бывшем здании гостиницы располагается городской отдел образования. Здание представляет собой одно из немногих сохранившихся дореволюционных зданий города, входит в перечень памятников архитектуры.

## История
Гостиница была построена на одной из самых оживлённых улиц города, Херсонской (ныне улица Лейтенанта Покладова), в конце XIX века. Располагалась напротив отеля «Виктория». В конце XIX века в гостинице во время гастролей 2 месяца жил известный цирковой артист Дуров Анатолий Леонидович.
В 1900 году в отеле прошло первое общее собрание Кременчугского отделения Императорского Русского технического общества, созданного для обмена знаниями.
В 1902 году Кременчуг впервые посетил классик еврейской литературы Шолом-Алейхем. Писатель остановился в «Пальмире», где работал над главами повести «Тевье-молочник» и закончил рассказ «Годель». В 1906 году в отеле останавливалась прибывшая из Одессы труппа еврейского театра А. Фишзона.

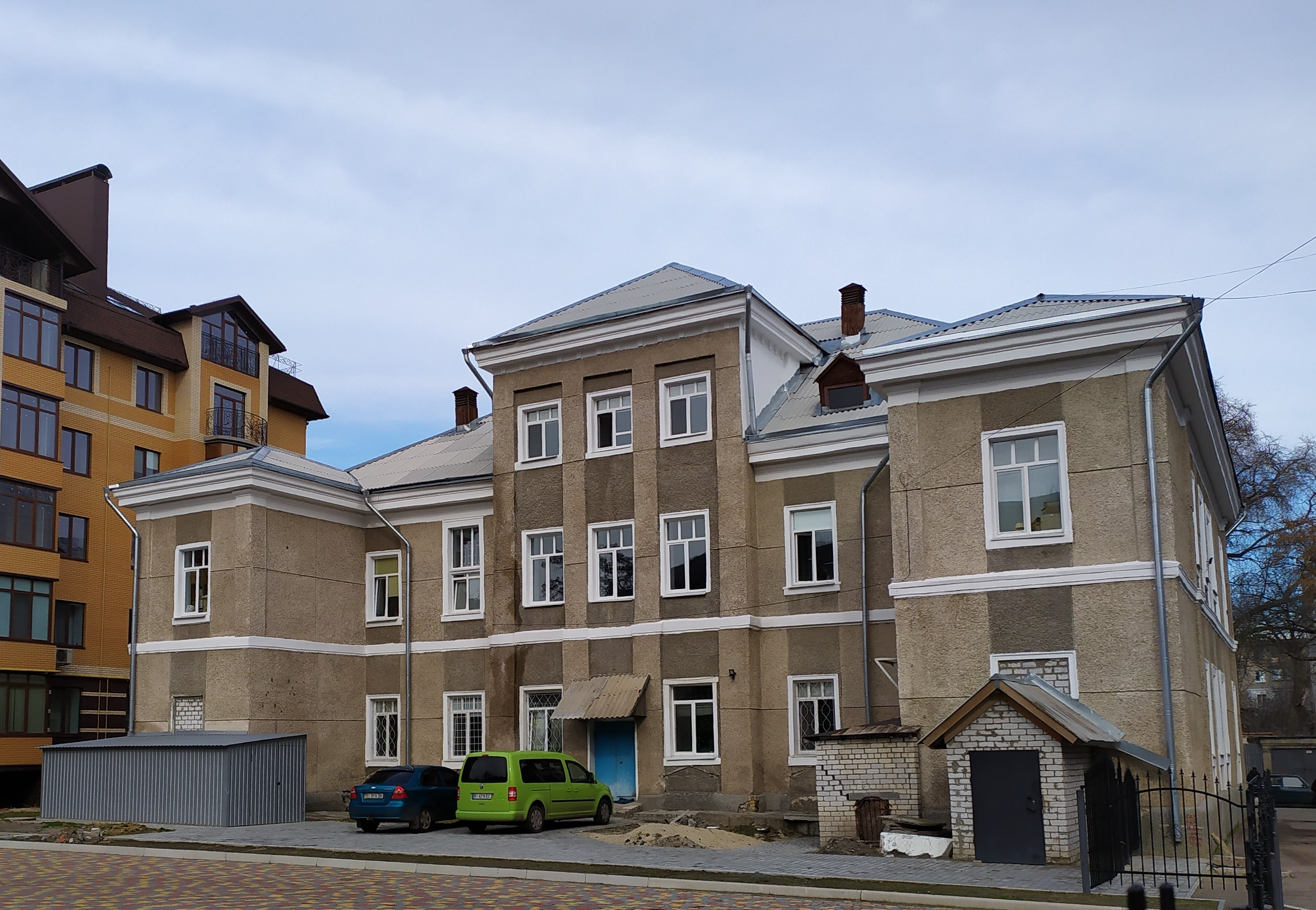
Тыльный фасад

В 1913 году в гостинице напротив останавливались поэт Игорь Северянин и поэт и писатель Фёдор Сологуб, выступавшие в Пушкинской народной аудитории Кременчуга. Оба постояльца обедали и ужинали в ресторане отеля «Пальмира».
После Февральской революции 1917 года в здании гостиницы «Пальмира» разместился Совет рабочих и Совет солдатских депутатов. Позже гостиницу вновь открывают и переименовывают в «Октябрь».
Летом 1938 года в гостинице останавливались два постояльца, приехавших в Кременчуг собирать и записывать украинские народные песни. Одним из них был студент Киевской консерватории Платон Майборода, в будущем — известный украинский композитор, народный артист СССР, автор песен «Рідна мати моя», «Киевский вальс» и других. Вторым постояльцем был аспирант Киевского университета, филолог А. Бандурко.
Здание было разрушено во Второй мировой войне, когда было уничтожено более 90 процентов города. После войны гостиницу восстанавливают, она становится единственной в городе. Здесь в 1957 году останавливался известный украинский советский поэт, депутат Верховного Совета Украины, Павел Григорьевич Тычина.
По состоянию на 2017 год, гостиница не действует, в здании располагается отдел образования. Здание относится к памятникам архитектуры Кременчуга.